# Bulbus
Bulbus là một chi ốc biển săn mồi, là động vật thân mềm chân bụng sống ở biển trong họ Naticidae, họ ốc mặt trăng.

## Các loài
Các loài thuộc chi Bulbus bao gồm:
- Bulbus benthicolus Dell, 1990[3]
- Bulbus carcellesi Dell, 1990[4]
- Bulbus fragilis (Leach, 1819)[5]
- Bulbus scotianus Dell, 1990[6]
- Bulbus smithii Brown, 1839[7]